# Larry Ochs

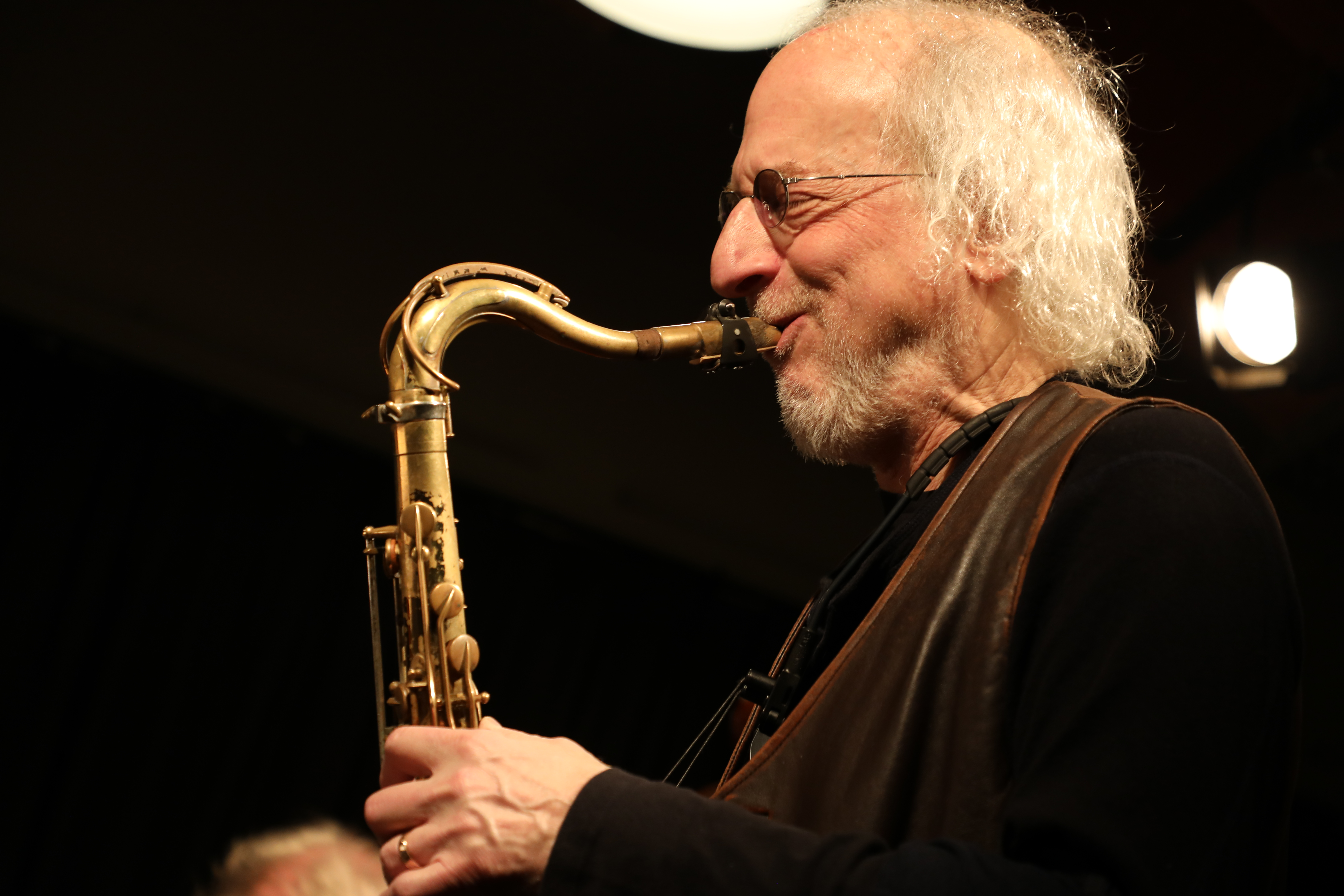
Larry Ochs mit The Fictive Five im Club W71, 2019

Lawrence „Larry“ Ochs (* 3. Mai 1949 in New York City) ist ein US-amerikanischer Jazz-Saxophonist (Tenor- und Sopranino-Saxophon) und Komponist.

## Leben und Wirken
Larry Ochs lernte zunächst Trompete, wechselte aber bald zum Tenor- und Sopranino-Saxophon. 1978 arbeitete er als Plattenproduzent und gründete sein eigenes Label, Metalanguage Records. Außerdem war er Mitbegründer der Saxophon-Formation Rova Saxophone Quartet, und arbeitete in Glenn Spearmans Double Trio. Als Komponist ist er für zahlreiche Auftragsarbeiten tätig geworden, wie für das Theaterstück Goya’s L.A. von Leslie Scalapino (1994) und für den Dokumentarfilm Letters Not About Love (1998) von seiner Schwester Jacki Ochs. Außerdem spielte er ab 1986 in der Trio-Formation Room (mit dem Pianisten Chris Brown und dem Schlagzeuger William Winant) sowie dem What We Live Ensemble mit dem Bassisten Lisle Ellis und dem Schlagzeuger Donald Robinson. Ochs nahm mehrere Alben unter eigenem Namen auf, u. a. auf dem Black Saint Label, und wirkte bei Aufnahmen von Andrea Centazzo, Scott Fields, Ben Goldberg und John Lindberg mit. Er ist Leiter des Ensembles The Fictive Five mit Nate Wooley, Ken Filiano, Pascal Niggenkemper und Harris Eisenstadt.

## Diskographische Hinweise
Als Leader/Co-leader
- The Secret Magritte (Black Saint, 1995)
- The Neon Truth (Black Saint, 2002)
- Hall of Mirrors (Music & Arts Program of America)
- Out Trios Vol.5: Up From Under (Atavistic Records, 2007)
- The Mirror World (Metalanguage, 2007)
- Dave Rempis, Darren Johnston, Larry Ochs: Spectral (2014)
- Larry Ochs Sax and Drumming Core: Wild Red Yellow (RogueArt, 2017)
- Larry Ochs/Mars Williams/Julien Desprez/Mathieu Sourisseau/Samuel Silvant: Stroboscope (Bridge Sessions, 2018)
- Songs of the Wild Cave (RogueArt, 2018), mit Gerald Cleaver
- Jones Jones: A Jones in Time Saves Nine (2018)
- Dave Rempis / Darren Johnston / Larry Ochs: Empty Castles (2018)
- What Is  to Be Done (2019), mit Nels Cline, Gerald Cleaver
- Larry Ochs & Aram Shelton: Continental Drift (Clean Feed, 2020), mit Kjell Nordeson, Mark Dresser, Scott Walton

Als Sideman
- Ben Goldberg: Eight Phrases for Jefferson Rubin (Victo, 1996)
- John Lindberg: Bounce (Black Saint, 1997)
- ROVA: Bingo (Victo, 1996); The Works, Vol. 1-3 (Black Saint, 1994–1997)
- Glenn Spearman: Mystery Project (Black Saint, 1992); The Fields (Black Saint, 1996); Blues for Falsha (Tzadik, 1997)
- What We Live: Trumpets (Black Saint, 1998)
- ROVA Channeling Coltrane: Electric Ascension + Cleaning the Mirror (RogueArt, 2016)
- ROVA: The Circumference of Reason (ESP-Disk, 2021)
- Jones Jones: Just Justice (2022)
- Larry Ochs, Joe Morris & Charles Downs: Every Day: All the Way (ESP-Disk, 2025)